# Rasmus Holst Andersen
Rasmus Holst Andersen (13. marts 1886 i Lynge ved Sorø – 20. december 1951) var en dansk direktør og civilingeniør.
Han var søn af handelsgartner L. Andersen (død 1893) og Hustru f. Petersen (død 1933), blev student 1903, cand.polyt. 1909 og var ingeniør ved G.A. Hagemanns sukkerfabrik og plantager i Dansk Vestindien 1911-15. Fra 1915 var Holst Andersen ingeniør og senere driftsbestyrer i A/S Dansk Sojakagefabrik og fra 1920 til sin død direktør i dette selskab.
Han var Ridder af Dannebrog og formand for bestyrelsen for A/S Schiønning & Arvé m.fl.
Han blev gift 5. februar 1932 med Vibeke Schøller (12. september 1900 på Frederiksberg - 20. december 1951), datter af ingeniør Knud Schøller og hustru Sigrid født Wolf.
Holst Andersen og hustru druknede under en skibsrejse på Atlanterhavet.